# Davis River (Oakover River)
Der Davis River ist ein Fluss in der Region Pilbara im Nordwesten des australischen Bundesstaates Western Australia.

## Geografie
Der Fluss entspringt an den Osthängen des Rat Hill in der Chichester Range und fließt nach Nordosten. Südlich der Gregory Range mündet er in den Oakover River.

### Nebenflüsse mit Mündungshöhen
- Noreena Creek – 406 m
- Kallona Creek – 387 m
- Poonagarra Creek – 371 m
- Coondoon Creek – 366 m
- Billin Ballin Creek – 329 m
- Redmond Creek – 326 m
- Terella Creek – 296 m
- Stockyard Creek – 285 m
- Depot Creek – 283 m[1]

### Durchflossene Seen
- Eel Pool – 285 m[1]